# McMillan Tac-50
A McMillan Tac–50 .50 kaliberű amerikai mesterlövészpuska, melyet az arizonai McMillan Brothers Rifle Company gyárt. A Tac–50 egyaránt használható járművek, katonai eszközök és élőerő ellen is. A fegyver a McMillan korábbi puskáin alapul, melyek az 1980-as évek végén jelentek meg. A cég számos verzióban gyárt .50 kaliberes puskákat katonai, rendészeti és civil használatra.
A Tac–50 katonai és rendészeti fegyver a kanadai haderőben rendszeresített, nagy hatótávolságú mesterlövészpuska, C15 megjelöléssel használják.

## Leírás
A Tac–50 kézi működtetésű, forgó závárzatú mesterlövészpuska.

## Változatok

### Tac–50A1–R2
A Tac–50A1–R2 változatot 2012-ben vezették be az A1-gyel együtt. Az A1–R2 az A1-gyen alapul, de kiegészült egy hidraulikus visszarúgás-csökkentő rendszerrel, mely növeli a lövész kényelmét.
2017 májusától ez a fegyver tartja a mesterlövész-világrekordot 3450 méterről leadott halálos lövéssel.

## Külső hivatkozások
- A Tac-50 hivatalos honlapja

1. ↑  Index: Óriási rekordot döntött egy mesterlövész